# Derrick Henry
Derrick Henry (Yulee, 17 juli 1994) is een Amerikaans American football - running back spelend voor de Baltimore Ravens. In 2016 werd hij in de tweede ronde gekozen van de 2016 NFL Draft. Hij speelde van 2013 tot 2015 college football aan de University of Alabama. In zijn derde jaar won hij de prestigieuze Heisman Trophy die wordt uitgereikt aan de beste college football speler van het jaar. 

## Jeugd
Henry werd geboren in Yulee. Tijdens zijn jongere jaren speelde hij meerdere sporten waaronder, American football, basketbal en Sprinten. Henry verbrak tijdens zijn middelbare school periode meerdere records en viel zodoende op bij scouting websites, Henry stond bekend als de nummer 1 atleet (speler die op meerdere posities uit de voeten kan) in het land. Henry kreeg studiebeurzen aangeboden van meerdere grote universiteiten. Eerst accepteerde hij een beurs van de University of Georgia. Hij kwam echter later terug op deze beslissing en koos voor college football-grootheid Alabama.

## Universitaire carrière
Toen Henry arriveerde op de University of Alabama besloot coach Nick Saban om Henry als running back te laten fungeren. Vele experts waren verbaasd over deze beslissing omdat Henry namelijk veel te groot zou zijn voor de positie, de meeste running backs zijn tussen de 1.75 m en 1.88 m lang terwijl Henry 1.90 m was.
In zijn eerste seizoen kreeg Henry weinig kans om zijn kunsten te laten zijn. Hij had in totaal 36 rushes die 382 yards en 3 touchdowns opleverden.
In Henry's tweede seizoen mocht hij wat vaker op het veld verschijnen. Henry had 172 rushes die 990 yards en 11 touchdowns opleverden.
In Henry's derde en tevens laatste seizoen was hij de startende runningback. Henry had dit seizoen 395 rushes die 2,219 yards en 28 touchdowns opleverden. Vanwege deze prestaties mocht Henry de Heismantrofee in ontvangst nemen, deze beslissing was echter controversieel omdat de meeste mensen ervan overtuigd waren dat Christian McCaffrey van de Stanford University zou winnen vanwege zijn ongelooflijke prestaties, hij verbrak namelijk alle records van Barry Sanders die twee decennia lang hadden gestaan. Henry zou ook met de Crimson Tide het nationale kampioenschap winnen door de Clemson tigers van de Clemson University met een score van 45-40 te verslaan. Na het nationale kampioenschap te hebben gewonnen maakte Henry bekend dat hij zich verkiesbaar zou stellen voor de draft van 2016.
Universitaire statistieken
|        |         | Rushing | Rushing | Rushing | Rushing | Rushing | Receiving | Receiving | Receiving |
| Year   | Team    | Att     | Yds     | Avg     | Lng     | TD      | Rec       | Yds       | TD        |
| ------ | ------- | ------- | ------- | ------- | ------- | ------- | --------- | --------- | --------- |
| 2013   | Alabama | 36      | 382     | 10.6    | 80      | 3       | 1         | 61        | 1         |
| 2014   | Alabama | 172     | 990     | 5.8     | 49      | 11      | 5         | 113       | 2         |
| 2015   | Alabama | 395     | 2,219   | 5.6     | 74      | 28      | 10        | 97        | 0         |
| Career | Career  | 603     | 3,591   | 6.0     | 80      | 42      | 16        | 291       | 3         |

## Professionele carrière
Henry werd tijdens de draft van 2016 in de tweede ronde gekozen door de Tennessee Titans, vanwege zijn grote lichaamsbouw, trage handelingssnelheid en matige bal vaardigheden werd hij niet in de eerste ronde geselecteerd. Henry tekende een vier-jarig contract waarmee hij 5.4 miljoen dollar zou gaan verdienen.
Tijdens zijn eerste seizoen in de NFL, was hij de back-up van DeMarco Murray. Henry had in zijn eerste seizoen 110 rushes waarmee hij 490 yards en 5 touchdowns behaalde. 
In Henry's tweede seizoen in de NFL kreeg hij meer kans om te spelen, hij verzamelde 744 yards en scoorde 5 touchdowns. 